# Oskar Perron

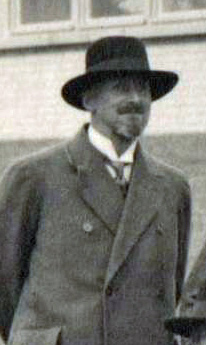
Oskar Perron, 1930 in Jena

Oskar Perron (* 7. Mai 1880 in Frankenthal (Pfalz); † 22. Februar 1975 in München) war ein deutscher Mathematiker. Die Vorfahren von Oskar Perron wurden in Frankreich wegen ihres Glaubens (Hugenotten) verfolgt. Über die Schweiz kamen sie nach Deutschland und ließen sich in der Nähe von Darmstadt nieder. Von dort kamen die Perrons in die Stadt Frankenthal (Pfalz).

## Leben
Perrons Vater Heinrich, geboren am 30. Mai 1850 in Frankenthal, war Kaufmann und Bankier in Frankenthal. Er heiratete am 30. Mai 1876 Augusta Rosina Leinenweber, deren Vater Gerbereibesitzer in Pirmasens war. 1886 kam der Sohn Oskar in die Volksschule, um im Herbst 1889 auf die Lateinschule, die damals fünf Klassen umfasste, zu wechseln, die 1893 zum sechsklassigen Progymnasium erweitert wurde. Danach ging er 2½ Jahre auf das Gymnasium in Worms, wo er im Jahre 1898 das Abitur ablegte. Im selben Jahr nahm er das Studium der Mathematik und Physik an der Universität München auf. Er studierte auch einige Semester in Berlin, Tübingen und Göttingen.
Am 28. Juli 1906 heiratete er Hermine Perron, mit der er entfernt verwandt war. Aus dieser Ehe gingen die Töchter Hertha, Erika und Hedwig hervor. 1902 promovierte er bei Ferdinand von Lindemann in München und bestand im selben Jahr den zweiten Abschnitt der Lehramtsprüfung für Mathematik und Physik. Seine Doktorarbeit behandelte das Problem der Bewegung eines starren Körpers (Über die Drehung eines starren Körpers um seinen Schwerpunkt bei Wirkung äußerer Kräfte).
1906 wurde er nach Aufenthalten in Göttingen (bei David Hilbert) und Tübingen Privatdozent für Mathematik an der Universität München. Von 1910 bis 1914 lehrte er als außerordentlicher Professor in Tübingen, im Anschluss daran erhielt er eine ordentliche Professur in Heidelberg. 1913 veröffentlichte er das Buch Die Lehre von den Kettenbrüchen. 1915 bis 1918 leistete er seinen Militärdienst zunächst beim Landsturm, später als Leutnant in einer Vermessungsabteilung. 1922 übernahm er als Nachfolger seines Lehrers Alfred Pringsheim einen Lehrstuhl für Mathematik an der Universität München und wurde mit seinen Kollegen Constantin Carathéodory und Heinrich Tietze als „Münchner Dreigestirn der Mathematik“ bekannt. Während des Dritten Reichs zeichnete Perron sich durch seine entschieden gegen die Nationalsozialisten gerichtete Haltung aus. Bei den Auseinandersetzungen in den Jahren von 1938 bis 1944 um einen Nachfolger für Constantin Carathéodory setzte er die Berufung des dem NS-Regime nicht nahestehenden, dafür qualifizierten Eberhard Hopf durch. Zudem bemühte sich Perron, oft allerdings vergeblich, parteiideologisch motivierte Habilitationen und Lehrauftragsvergaben zu verhindern. 1951 wurde er emeritiert, er blieb aber wissenschaftlich tätig und hielt bis 1960 Vorlesungen.

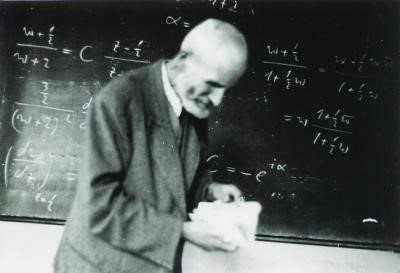
Oskar Perron, 1948 in München

Mit großem Erfolg widmete er sich zahlreichen Fragen der „klassischen“ Mathematik, während er die „moderne“, abstraktere Mathematik wenig schätzte. Diophantische Approximationen beschäftigten ihn über Jahrzehnte hinweg. Seine Lösungen gingen als Perronsche Übertragungssätze in die Literatur ein. Auch verallgemeinerte mehrdimensionale Kettenbrüche (Jacobi-Perronscher Kettenbruchalgorithmus) beschäftigten ihn seit seiner Habilitation bis zu seiner letzten Publikation. Asymptotische und unendliche Reihen wurden behandelt, ebenso wie Differenzengleichungen, gewöhnliche und partielle Differentialgleichungen. Mit seinem Perronschen Integral sowie der Perronschen Methode bei der Behandlung des Dirichlet-Problems erlangte er internationale Aufmerksamkeit und Anerkennung in Fachkreisen. Daneben befasste er sich mit himmelsmechanischen Problemen, mit der Matrizentheorie (Satz von Perron-Frobenius), und nach  seiner Emeritierung auch mit nichteuklidischen Geometrien.
Er war Mitglied der Leopoldina (1919), der Heidelberger (1917) und der Bayerischen Akademie der Wissenschaften (1924), sowie der Akademie der Wissenschaften zu Göttingen (1928). 1934 war er zudem Vorsitzender der Deutschen Mathematiker-Vereinigung.
Oskar Perron wurde auf dem Haidhauser Friedhof bei der Alten Pfarrkirche St. Johann Baptist in München begraben (Abt. 4, Reihe 6, Nr. 41).

## Ehrungen
- 1928 Ernennung zum Geheimen Regierungsrat
- 1956 Ehrendoktorwürde der Universität Tübingen
- 1960 Ehrendoktorwürde der Universität Mainz
- 1959 Bayerischer Verdienstorden

## Werke
- Über die Drehung eines starren Körpers um seinen Schwerpunkt bei Wirkung äußerer Kräfte, Diss. München 1902
- Grundlagen für eine Theorie der Jacobischen Kettenbruchalgorithmus, Habilitationsschrift Leipzig 1906
- Die Lehre von den Kettenbrüchen, 2 Bde., 1913, 3. Auflage, Teubner Verlag 1954 (Band 1 Elementare Kettenbrüche, Band 2 analytische und funktionentheoretische Kettenbrüche)
- Irrationalzahlen, 1921, 4. Auflage, de Gruyter, Berlin 1960
- Algebra I, II, Sammlung Göschen 1927, 3. Auflage 1951
- Nichteuklidische Elementargeometrie der Ebene, Teubner, Stuttgart 1962

Auswahl einiger seiner Arbeiten, die online zugänglich sind:
- Perron: Über Wahrheit und Irrtum in der Mathematik, Antrittsvorlesung Tübingen 1911, Jb DMV 1911
- Perron: Was sind und was sollen die irrationalen Zahlen? Habilitationsrede, München 1906, Jb DMV 1907
- Perron: Neuer Aufbau der nichteuklidischen Trigonometrie, Mathematische Annalen Band 119, 1943
- Perron: Über diophantische Approximation, Mathematische Annalen Band 83, 1921